# Chapsa subpatens
Chapsa subpatens är en lavart som först beskrevs av Hale, och fick sitt nu gällande namn av Mangold. Chapsa subpatens ingår i släktet Chapsa och familjen Graphidaceae.   Inga underarter finns listade i Catalogue of Life.